# Antonio Ferraro
Antonio Ferraro (* 1523 in Giuliana; † 1609 in Castelvetrano) war ein italienischer Maler, Bildhauer und Stuckateur des Manierismus auf Sizilien.

## Leben
Seine erste Ausbildung erhielt er in der Werkstatt der Gagini. Nach Di Marzo war er auch Schüler des Malers Orazio Alfani, der zwischen 1539 und 1544 auf Sizilien tätig war.
1553 arbeitete er gemeinsam mit Giuseppe Spatafora am marmornen Weihwasserbecken in der Kathedrale von Palermo.
1577 bis 1580 entstand im Auftrag des Principe Carlo d’Aragona e Tagliavia sein Hauptwerk,  die Gesamtdekoration von Chorkapelle und Vierung der San Domenico von Castelvetrano. Neben den dort entstandenen 14 überlebensgroßen Stuckfiguren, Figuren aus Terrakotta, zahlreichen Medaillons und Reliefs bewies er sich auch als geschickter Freskomaler. Im rechten Deckenbereich der San Domenico ist auch sein Selbstbildnis mit der Inschrift „Tanti operis huius caelator egregius Antonius Ferrarus ac Julianensi hic est“ erhalten geblieben. Um 1590 stuckierte er die Cappella della Madonna della Catena in der Chiesa Madre von Caltabellotta.
Antonio Ferraro ist ein wichtiger Vertreter der manieristischen Stuckkunst des ausgehenden 16. Jahrhunderts, dessen Hauptmeister im 17. Jh. Giacomo Serpotta wurde.
Von seinen Söhnen Tommaso Ferraro und Orazio Ferraro sind nur wenige Werke bekannt.

## Werke
- Chiesa San Domenico (Castelvetrano): Gesamtdekoration von Chorkapelle und Vierung (1577–1580)[1]
- Chiesa Madre, Cappella della Madonna della Catena (Caltabellotta): Stuckaturen “Mariä Himmelfahrt mit Engel und den Propheten Jeremias und Jesaja” (um 1590) und in der Cappella di San Lazzaro Vescovo e della Maddalena Standfiguren des Lazarus und der Maria Magdalena.[2]
- Chiesa San Lorenzo (Caltabellotta): Stuckarbeiten – Pietà, Madonna, Johannes, Magdalena, Joseph, Nikodemus und zwei heilige Frauen (1594)[3]
- Chiesa Madre (Burgio): Standfigur “Madonna dell’Itria” (1596)
- Kathedrale del San Salvatore (Mazara del Vallo): Stuckarbeiten